# 拉科齐新村
拉科齐新村（匈牙利語：Rákócziújfalu）是匈牙利亞斯-瑙吉孔-索爾諾克州所辖的一个村，总面积19.61平方公里，总人口2037，人口密度103.9人/平方公里（2010年1月1日）。